# Klávesa Shift

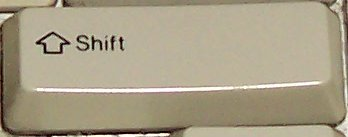
Levá klávesa Shift

Klávesa Shift (česky přeřaďovač) je modifikační klávesa na počítačové klávesnici. Nacházela se však již na klávesnici psacího stroje. Tato klávesa se používá velmi často, neboť přepíná jednotlivé klávesy do druhé úrovně. To znamená, že při současném stisku klávesy Shift a klávesy, která generuje písmeno, se místo malého písmene napíše příslušné písmeno velké. Obdobně se používá Shift při zápisu různých jiných znaků. Generuje se tak druhý z dvojice znaků přiřazených jednotlivé klávese. Jedná se zejména o znaky umístěné na číselné řadě alfanumerické části počítačové klávesnice, kde se změní malá písmena s diakritikou na číslice. 
Na starých ručních („mechanických“) psacích strojích způsobil stisk přeřaďovače snížení typového koše (u velmi starých zvednutí válce). Typová páka se tak při úderu dostala do jiného postavení proti barvicí pásce a úderem otiskla velké písmeno nebo jiný speciální znak. U starších elektromechanických psacích strojů a prvních tiskáren mikropočítačů se typové kolo obrátilo o 180 stupňů.
Výraz „současný stisk“ znamená, že je potřeba pomocnou klávesu Shift stisknout před tisknutím znakové klávesy s příslušným znakem a podržet ji stisknutou po dobu následného stisku znakové klávesy.
Klávesa Shift se používá na počítači v různých kombinacích i pro řízení operačního systému (např. klávesová zkratka ve Windows Ctrl+Shift+Tab vás přepne na předchozí aplikaci a ve všech textových editorech můžete pomocí kombinace Shift+kurzorová šipka nebo v kombinacích Shift+Home, Shift+End, Shift+Page Down a Shift+Page Up jednoduše označit text.
Pro použití psaní deseti prsty nebo hmatové metody je přeřaďovač umístěn na obou stranách klávesnice. Použije se vždy ten, jenž stiskne prst druhé ruky oproti ruce, jejíž prst bude tisknout znakovou klávesu.
Obdobnou funkci klávesy Shift má klávesa Caps Lock, česky zámek přeřaďovače.